# Lake of Depression
Lake of Depression ist eine 2005 gegründete Funeral-Doom-Band.

## Geschichte
Der panamesische Death-Metal-Musiker Ricardo „Lebzul“ Brenes initiierte Lake of Depression 2005 als persönliches Nebenprojekt zu Spirit of the Deep Waters. Bereits zu den Aufnahmen des ersten Demos unterstützte der Bassist von Spirit of the Deep Waters Alejandro „Zito“ Escarriola das Projekt. Das Demo wurde von Odile Aurora Strik als Oscar Strik für Doom-Metal.com als „vielversprechend“ im Hinblick auf die Zukunft der Band beurteilt. Die Band bedürfe lediglich mehr Kohärenz und müsse den Klang minimal verbessern um dieser Versprechung gerecht zu werden. Im darauf folgenden Jahr gab das russische Label Endless Desperation Productions das Demo als Teil des Split-Albums Infinity in Souls mit weiteren Beiträgen von Source of Deep Shadows, Quasar und Crepuscularia erneut heraus.
Die Veröffentlichung blieb bis zum Jahr 2019 die letzte des Projektes. Mit der Aufnahme von Verlagstätigkeit über das Label Jaibaná Records reformierte Brenes das Projekt mit Eduardo Vanegas als neuem Bassisten und veröffentlichte die Single The Dead Whale als Musikdownload, die im Jahr darauf als Teil des Split-Albums El trágico llanto del valle mit dem panamesischen Projekt Sköll erschien. Insbesondere der Beitrag von Lake of Depression wurde gelobt. Hierbei hob  Dave Wolff vom Asphyxium Zine die Leistung von Adhy Velásquez hervor. Mit Decadencia erschien im darauf folgenden Jahr das Debütalbum des Projektes. Es wurde von dem auf Mittel- und Südamerika spezialisierten Webzine Headbangers Latinoamerica als „ein extrem schönes Album, das Doom Metal in vielen seiner Facetten zeigt und diese auf subtile Weise kombiniert, um ein Hörerlebnis zu erzeugen, das ihm einzigartige Identität und Charakter verleiht“ gelobt. Justin „Witty City“ Wittenmeier besprach das Album für Metal Temple und bezeichnete es als „ein gutes Beispiel für die Kraft des Funeral Doom, selbst wenn es sich an einigen Stellen [verfange]. Es [sei] nichts für schwache Nerven“. Ein Jahr darauf folgte mit Black Oceans bereits ein Folgealbum. Für das Fanzine Åbstand schrieb K., das Album erweise sich als „gekonnt gespielter Genreverteter alter Schule mit genug Individualität […] um nicht als Epigon der populären Ur-Acts“ abgetan zu werden.

## Stil
Der von Lake of Depression gespielte Stil entwickelte sich über den Verlauf der Bandgeschichte. Die frühen Veröffentlichungen werden als „sehr deprimiert“ und „langsamer, schrecklicher Funeral Doom mit Death-Doom-Elementen“ beschrieben. Zum Vergleich wird auf Umbra Nihil und Pantheïst verwiesen. Hierbei nutze die Gruppe ganze Stücke, die sich dem Dark-Ambient zuordnen ließen, gepaart mit solchen eines „harten aber melodischen“ Death- und Funeral-Doom. Kennzeichnend seien ein als „rollend“ beschriebener programmierter Schlagzeug-Rhythmus, ein fuzzy verzerrtes Gitarrenspiel sowie „sehr tiefe Growls.“ Ergänzend kämen „dunkle Elektronik, aber auch Akustikgitarre und sauber gesungene sowie gesprochenen Passagen“ hinzu. Die jüngeren Veröffentlichungen von Lake Of Depression werden zwar weiterhin dem Funeral Doom zugerechnet, jedoch wird aufgrund der Beteiligung von Adhy Velásquez, auf Gruppen wie Tristania und Lacuna Coil vergleichend verwiesen. Die Musik sei eine düstere, jedoch atmosphärische und melodische Spielweise des Funeral Doom.

## Diskografie
- 2005: Lake of Depression (Demo, Infernal World Productions)
- 2006: Infinity in Souls (Split-Album mit Source of Deep Shadows, Quasar und Crepuscularia, Endless Desperation Productions)
- 2019: The Dead Whale (Download-Single, Jaibaná Records)
- 2020: El trágico llanto del valle (Split-Album mit Sköll, Jaibaná Records)
- 2020: Decadencia (Album, Jaibaná Records)
- 2021: Black Oceans (Album, Jaibaná Records)
- 2022: Donde Reina La Muerte (Split-Album mit Funeral of Souls, Jaibaná Records)
- 2023: To Become Nothing (EP, Jaibaná Records)